# Malatesta di Carlo Malatesta
Malatesta di Carlo Malatesta, anomenat «el Guerrer» (en italià il guerriero), va ser un noble, comte de Sogliano, i militar italià.
Va ser un dels dos fills naturals de Carlo Malatesta, legitimat per butlla de Sixt IV el 1486. Inicialment va fer carrera eclesiàstic, esdevenint abat i entrant al servei del cardenal Rafaele Riario. Més tard va deixar l'hàbit, va casar amb Laura degli Ubaldini, amb qui va tenir dos fills, i va dur a terme altres empreses en l'àmbit militar i polític. Va conspirar contra el Cèsar Borgia, però en ser descobert va marxar a Florència, on va ser empleat com a soldat en la guerra contra Pisa. Mentre es trobava en aquella ciutat, d'acord amb el seu germà Roberto, va casar el seu fill Leonida amb Cassandra Cini, filla de Matteo Cini, un magnat local. Més tard va passar a la República de Venècia també com a soldat i va participar en una guerra contra Llombardia; el 1513 es va trobar en la Jornada de Venècia, durant la qual va ser empresonat, tot i que l'any següent va ser alliberat i nomenat administrador general de Friuli, encarregat d'assessorar a Girolamo Savorgnano, comandat de la milícia d'Udine sobre la defensa de la ciutat contra les tropes imperials. Quan Udine va ser ocupada, el setembre de 1515 va ser elegit capità de cavalleria i artilleria. Va morir durant el setge de Pavia el 1528. La República de Venècia va concedir als seus fills, Leonida i Sigismondo, una pensió anual de 300 ducats.